# Artroplàstia
L'artroplàstia (literalment "[re-]formació de l'articulació") és un procediment quirúrgic ortopèdic on la superfície articular d'una articulació és substituïda, remodelada o realineada per osteotomia o algun altre procediment. És un procediment electiu que es fa per alleujar el dolor i restablir la funció a l'articulació per artrosi severa, després del dany per l'artritis o algun altre tipus de trauma.

## Tipus

### Substitució articular
És el tipus més habitual i entre aquestes l'artroplàstia de genoll i de maluc les més efectuades.

### Altres
- Artroplàstia d'interposició

## Indicacions
- Artrosi
- Artritis reumatoide (AR)
- Osteonecrosi
- Displàsia de maluc, luxació de maluc congènita
- Capsulitis adhesiva de l'espatlla
- Articulació molt malmesa per un traumatisme
- Càncer que afecta l'articulació
- Rigidesa articular severa

## Complicacions
- Infecció
- Sagnat
- Trombosi venosa profunda
- Fractura periprotètica
- Afluixament de la pròtesi
- Desgast mecànic de la pròtesi